# Lubuk Rotan
Lubuk Rotan is een bestuurslaag in het regentschap Serdang Bedagai van de provincie Noord-Sumatra, Indonesië. Lubuk Rotan telt 2324 inwoners (volkstelling 2010).